# Château de Boisse (Haute-Vienne)
Pour l’article homonyme, voir Château de Boisse (Tarn).
Le château de Boisse est une propriété privée située sur la commune de Saint-Jouvent en Haute-Vienne.

## Histoire
L'actuel château a été construit en 1898/1901 à l'initiative du bisaïeul des propriétaires actuels, en lieu et place d'une ancienne maison de maître.
Il est l’œuvre de l'architecte Stephen Sauvestre. 

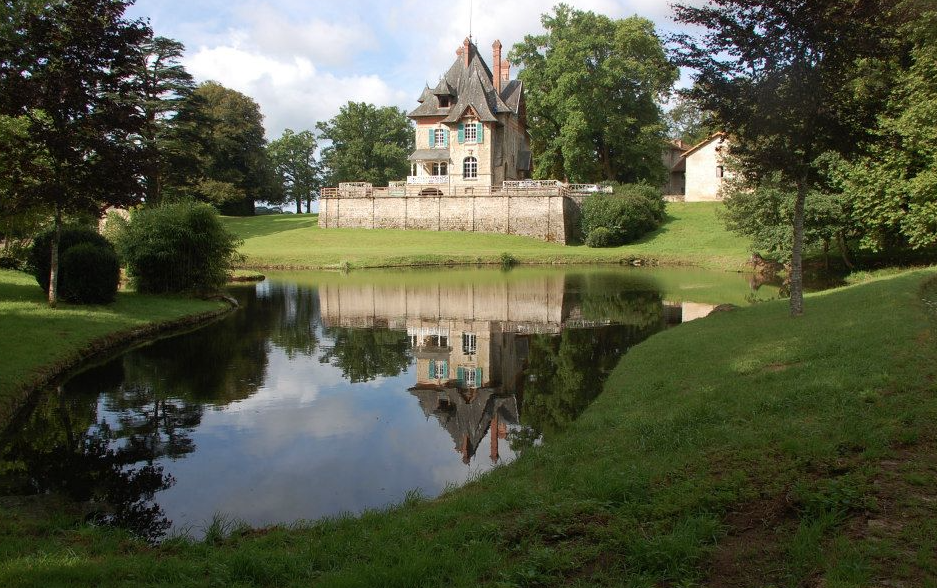
Vue depuis l'étang

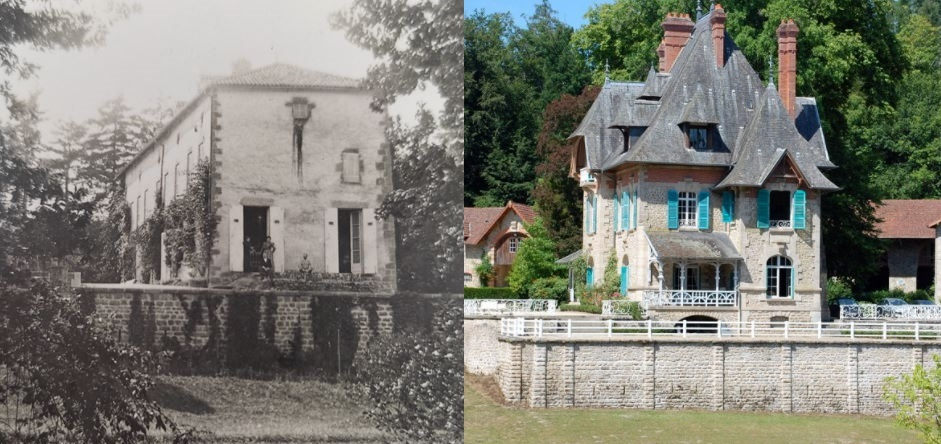

Boisse appartenait autrefois à la famille Faulcon. Charles Faulcon, qui épousa en 1584 Gabrielle de Nepoux, fille de Jean de Nepoux, sieur de Boisse. Son fils Jean Faulcon, écuyer, seigneur de Boisse, épousa en 1610 Marie de Coustin, leur fils Charles Faulcon épousa en 1658 Marie de Villelume. On trouve ensuite François-Foucaud Faulcon, seigneur de Boisse en 1679, Jean Coustin, sieur de la Terrade qui est enterré à Saint-Jouvent. Les armes des Faulcon portaient azur à la croix d'or. Plus tard, Boisse appartint à la famille de Génébrias. En 1837, c'était la propriété de M. François Pétiniaud-Champagnac. En 1878, Boisse a été acheté par M. Athanase Moreny, constructeur de l'actuel château. (source: "Monographie du Canton de Nieul" 1894 par l'Abbé A. Leclerc). Louise Moreny, fille d'Athanase, épousa Henri Perrier en 1895, depuis la propriété est restée dans la famille Perrier.

## Description
Le château offre la particularité d'être élevé sur le roc même, au sommet d'une vallée qui s'étend en prairies jusqu'aux bois et aux villages voisins, en pleine campagne, loin de tous matériaux autres que ceux donnés par le sol lui-même. L'architecte s'est donc borné, par raison d'économie, à employer ces matériaux fort durs, roches et granit, grossièrement rustiqués, pour éviter les frais de main d'œuvre. Il a dû rechercher la plus grande simplicité et n'obtenir d'effet que par les grandes lignes des façades et l'élégance de la toiture. Les abords du château sont aménagés en terrasses.
Pour rompre la monotonie et la brutalité des maçonneries de moellon, il a employé la brique de Bourgogne comme frise sous les toits et en remplissage dans les pointes de pignon. La couverture est réalisée en ardoises d'Angers, la charpente en chêne de pays et le chevronnage seul en sapin. Les planchers sont en fer et les menuiseries intérieures et extérieures toutes en chêne de choix.
En résumé, l'ensemble de cette construction semble fort bien étudié et nous devons dire, du reste, que M. Stephen Sauvestre a fait là encore preuve de sa grande expérience comme constructeur et des qualités originales de son talent personnel.
(Article "La_Construction_moderne" publié le 25 novembre 1905).

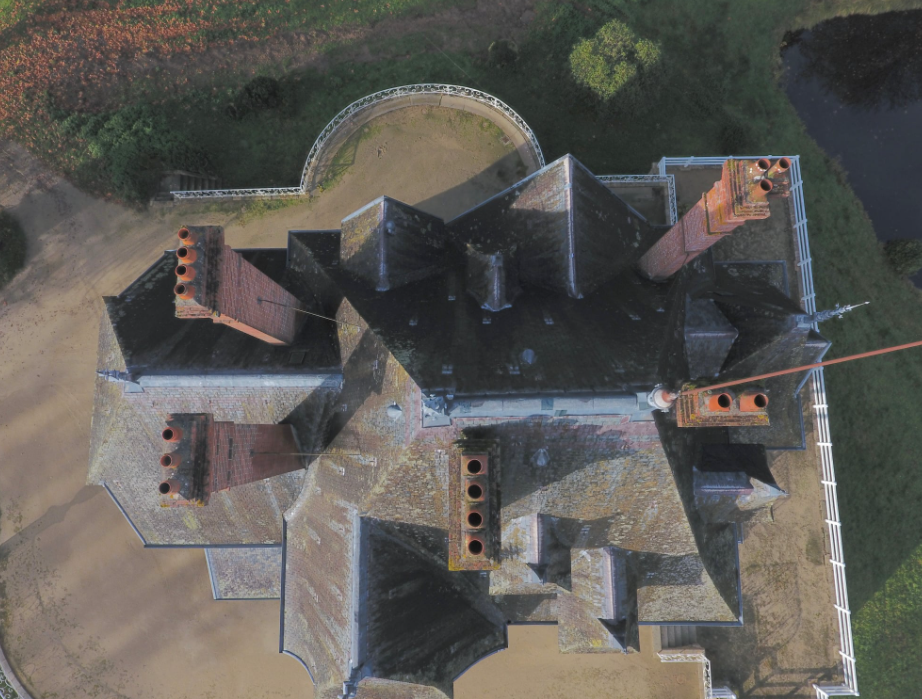
Vue aérienne du toit

Le parc du château de Boisse a été dessiné par Édouard André. Il avait notamment déplacé le potager de l'ancienne demeure pour en créer un plus grand, en terrasse, et mieux exposé. Le plan d'eau aussi avait été considérablement agrandi permettant ainsi la création d'une petite île et de deux passerelles maçonnées, l'une en pierre et l'autre en brique, comme un clin d'oeil au choix de Sauvestre pour les façades de la maison. 